# Puxi
Puxí (en chino simplificado, 浦西; pinyin, Pǔxī; literalmente, ‘bahía del oeste de Huangpu’ en shanghainés: Phu上-shi平) es la designación del centro histórico de la ciudad de Shanghái, China. Hogar de aproximadamente el 35% de los residentes de Shanghái en un área de 288 km². Puxi significa Huangpu oeste, debido al río Huangpu que la separa del otro distrito de Pudong, Huangpu este.
Puxi no es una división administrativa o distrito de Shanghái, es un término usado para describir la zona urbana de Shanghái. Los principales distritos que lo conforman son: Yangpu, Hongkou, Zhabei, Putuo, Changning, Xuhui, Jing'an, Luwan y Huangpu.

## Transporte
Los mayores aeropuertos de Shanghái, como el aeropuerto internacional Shanghái Hongqiao, está ubicado en Puxi. Todos los vuelos internacionales, incluidos los vuelos regionales a Hong Kong y Macao, fueron trasladados al aeropuerto internacional de Pudong de Shanghái, cuando éste abrió sus puertas en 1999. Desde octubre de 2007, un número limitado de vuelos internacionales comenzará a partir de Hongqiao.
Casi todas las líneas del metro de Shanghái (con las excepciones de las líneas 5 y 6) pasan por Puxi.
Pudong y Puxi están conectadas por varios túneles, cuatro grandes puentes y las líneas 2, 4, 7, 8 y 9 del metro de Shanghái.
La estación de tren de Shanghái y Shanghái estación sur de tren también se encuentran en Puxi.